# サバティエ反応
サバティエ反応（サバティエはんのう、Sabatier reaction）は、水素と二酸化炭素を高温高圧状態に置き、ニッケルを触媒としてメタンと水を生成する化学反応。二酸化炭素の水素化反応の一種。さらに効果的な触媒として、酸化アルミニウム上にルテニウムを担持させた触媒も使える。この化学反応は次の式で表される。
{\displaystyle {\ce {CO2{}+4H2->[{} \atop 400\ ^{\circ }{\ce {C}}][{\ce {pressure}}]CH4{}+2H2O}}} ∆H = −165.0 kJ/mol
フランスの化学者ポール・サバティエが発見した。
この反応は発熱反応であり、反応器の触媒に300℃近くの大きな温度勾配が生じる、また300℃近くの低温では十分な反応速度が確保できないのに注意する必要がある。

## メタネーション
炭素はエネルギー源としてのみならず有機化学、石油化学製品の原料として必須であり、二酸化炭素などをメタンなどに戻して資源化する技術が将来求められる。そこでサバティエ反応を利用する。排熱は水を電気分解する際のエネルギーの一部として利用可能である。

## 宇宙ステーションでの生命維持への応用
国際宇宙ステーション上の酸素発生器は、水の電気分解で酸素を作っており、このとき同時に生成する水素は船外に投棄される。乗組員は酸素を消費して二酸化炭素を発生させるが、これも船内の空気から除去して船外に投棄しなければならない。この方法では、酸素の生成だけでなく、乗組員の飲料水や衛生など様々な用途にも使われる水を定期的に大量に宇宙ステーションまで運ばねばならず、地球低軌道を越えて遠くまで行くような長期のミッションではそのままでは実行困難である。
NASAは現在、サバティエ反応を使って呼気の二酸化炭素から水を回収する技法を研究中であり、国際宇宙ステーションや今後のミッションで採用を検討している。この反応で生成されるメタンは船外に投棄されることになる。サバティエ反応に必要な水素のうち半分はメタンとして投棄されるので、その差分を埋めるため、水素を地球から運んでくる必要がある。しかし、水素の供給が比較的少ない量ですむような、水と酸素と二酸化炭素でほぼ閉じた循環を形成できる。
呼吸で生成される他の物質を無視すれば、この循環は次のようになる。
{\displaystyle {\ce {2H2O->[{\text{electrolysis}}]O2{}+2H2->[{\text{respiration}}]CO2{}+2H2{}+{\overset {added}{2H2}}->2H2O{}+{\overset {discarded}{CH4}}}}}
この場合水素を水の状態で運ぶなら水の使用量は理論的には半分、液体水素などの形で運べば追加の水は不要。
さらにメタンを1200℃ほどで熱分解すれば、循環が完全に閉じることになる。
{\displaystyle {\ce {CH4->[{\text{heat}}]C{}+2H2}}}
こうして得た水素をサバティエ反応器に供給すると、残るのは容易に投棄可能な熱分解炭素（英: Pyrolytic carbon）だけとなる。反応器は配管より若干太い程度で、宇宙飛行士が定期的に投棄すべきものを取り除く作業をすればよい。
また、メタンをアセチレンに1400℃ほどで熱分解すれば、メタンから75%の水素を回収できる。
{\displaystyle {\ce {2CH4->[{\text{heat}}]C2H2{}+3H2}}}
ただしアセチレンガス以外のガスや炭素の析出もある程度は生じてしまうのでやはり析出炭素の除去が必要。
同様の用途でボッシュ反応も研究されている。
{\displaystyle {\ce {CO2 + 2H2 -> C + 2H2O}}}
ボッシュ反応では炭素原子が廃棄物として出るだけで完全な水と酸素と二酸化炭素の循環を形成できるが、反応にはさらなる高温状態が必要で、しかも反応にともない沈着する炭素をどう取り扱うかという問題があり、実用化にはまだ時間がかかる。触媒の表面に炭素が沈着すると、触媒の効果が弱まって反応の効率が低下するという問題を起こす。

## 火星での燃料生産
サバティエ反応は火星への有人宇宙飛行（マーズ・ダイレクト）でのコスト削減の鍵を握る技術として提案されている。このような技術を現地資源利用 (ISRU) と呼ぶ。水素を地球から運ぶか、火星の水があればそれを電気分解して水素を作り、大気中の二酸化炭素とサバティエ反応させてメタンと水を作る。水を電気分解した際にできる酸素をそのメタンと組合せ、火星から帰還する際のロケット燃料として利用する。
酸素とメタンをロケット燃料とするエンジンの場合、酸化剤と燃料の化学量論的な比率は 3.5:1 だが、サバティエ反応で生成される比率は 2:1 である。さらなる酸素を生成する方法として水性ガスシフト反応の逆反応が候補となっている。生成した水を分解して必要な酸素を生成できる。別の案としては、サバティエ反応で必要以上のメタンを生成し、余分なメタンを熱分解で炭素と水素に分解する。その水素はサバティエ反応へと再利用し、さらにメタンと水を生成するために使う。これを自動システムとして稼動させるには沈着する炭素をどうにかして取り除く必要があるが、火星の二酸化炭素を加熱して分解によって生じた酸素をその炭素に触れさせ、爆発により一酸化炭素へと酸化する方法が提案されている。
化学量論的問題の第3の解決策は、サバティエ反応と水性ガスシフト反応の逆反応とを同時に起こす反応器を使い、次のような反応を実現するという方式である。
{\displaystyle {\ce {3CO2 + 6H2 -> CH4 + 2CO + 4H2O}}}
この反応は若干発熱的であり、水を電気分解すると酸素とメタンの比率は 4:1 となり、酸素の方が余分に生成される。軽い水素だけを地球から運んでくればよく、重い酸素と炭素は現地で調達する。その質量比は18:1にもなる。このような現地資源利用によって出発時の重量を軽減でき、火星への有人宇宙飛行やサンプルを持ち帰るミッションを実現する手段として提案されている。